# Holepyris sylvanidis
Holepyris sylvanidis is een vliesvleugelig insect uit de familie van de platkopwespen (Bethylidae). De wetenschappelijke naam van de soort is voor het eerst geldig gepubliceerd in 1913 door Brethes.